# Городище Біла III
Городище Біла ІІI — щойно виявлена пам'ятка археології в Чортківському районі Тернопільської області. Розташована в урочищі «Черна».
Внесено до Переліку щойно виявлених об'єктів культурної спадщини (охоронний номер 2884).

## Відомості
У 1989—1990-х роках обстеження Володимира Добрянського показали, що городище Біла ІІI за відсутності культурного шару може кваліфікуватися, як городище-сховище. Ідентифікувати його складно, адже аналогічні городища зводилися ще в ранньозалізному часі.
У 2005 р. поселення розвідували та обстежували працівники Тернопільської обласної інспекції охорони пам’яток М. Бігус, Р. Миська. Під час обстеження пам’ятки виявлено старожитності давньоруського часу Х ст.